# 滑线藻目
滑线藻目（学名：Nemastomatales）为真红藻纲的一个目。

## 下级分类
本目包括以下科：
- 滑线藻科 Nemastomataceae （Nemastomaceae）
- 棒藻科 Rhabdoniaceae
- Rhodophyllidaceae[3]
- 裂膜藻科 Schizymeniaceae